# Friedrich von Hessen-Darmstadt (1616–1682)

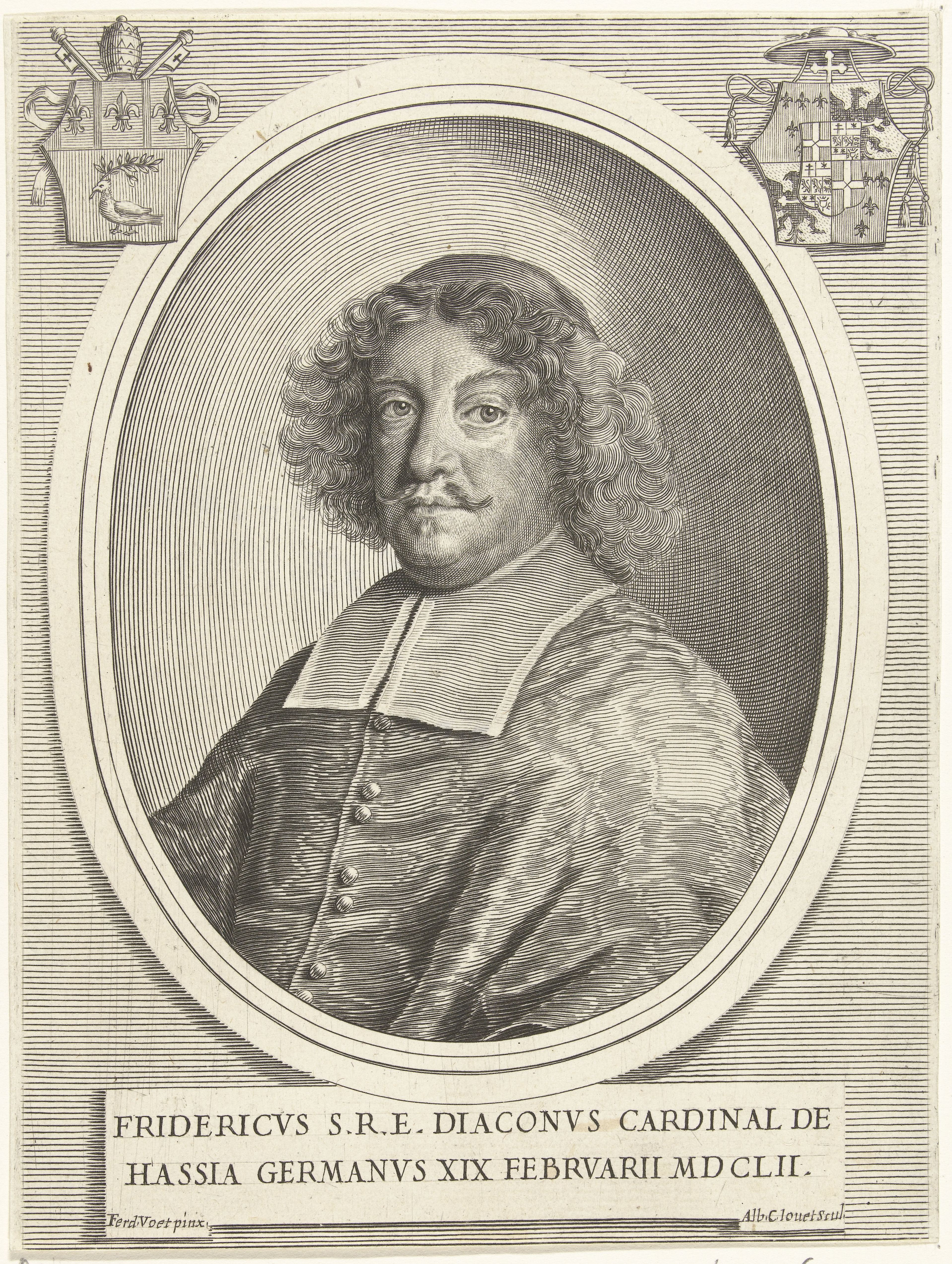
Kardinal Friedrich von Hessen-Darmstadt (Porträtstich von Albertus Clouwet, vor 1679)

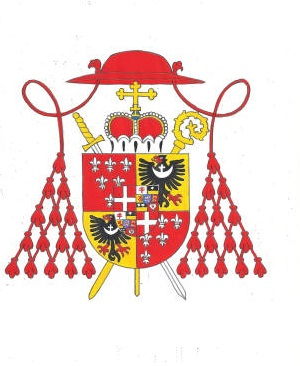
Kardinalswappen als Fürstbischof von Breslau

Friedrich von Hessen-Darmstadt (* 28. Februar 1616 in Darmstadt; † 19. Februar 1682 in Breslau, Fürstentum Breslau) war ein Kardinal der römisch-katholischen Kirche und Fürstbischof von Breslau. Er entstammte einer protestantischen Familie, konvertierte jedoch 1637 zum katholischen Glauben. Dieser Übertritt brachte ihm letztlich die angesehene Kardinalswürde ein. Sein Leben beschloss er hochverschuldet als Bischof von Breslau.

## Leben

### Die frühen Jahre
Friedrich von Hessen-Darmstadt war der fünfte Sohn und das jüngste Kind des Landgrafen Ludwig V. von Hessen-Darmstadt und der Magdalena, einer Tochter des Kurfürsten Johann Georg von Brandenburg. Seine Mutter starb wenige Wochen nach seiner Geburt. Die Familie war dem protestantischen Glauben seit Philipp I. streng verhaftet. Zu seiner standesgemäßen Ausbildung gehörte bereits im Alter von 12 Jahren eine Reise nach Italien, die er gemeinsam mit seinem älteren Bruder Johann Georg von Hessen-Braubach, einem Haushofmeister und einem Lehrer unternahm. Nach zwei Jahren kehrte er 1630 nach Darmstadt zurück. 1632 führte ihn eine zweite Reise nach Paris und London, von der er 1633 wieder nach Darmstadt zurückkehrte. Im September 1634 reiste er über Paris, Lyon und Marseille nach Rom, wo er im Oktober 1635 eintraf. Sein mittlerweile in Hessen-Darmstadt regierender Bruder Georg II. hatte ihn ermahnt, nicht zu viel Geld auszugeben. Die höfische Repräsentation in Rom führte jedoch dazu, dass Friedrich sehr schnell überschuldet war. Seit einem kurzen Aufenthalt auf der Insel Malta war Friedrich begeistert vom Malteserorden, der dem europäischen Adel katholischen Glaubens die Möglichkeit bot, nachgeborene Söhne standesgemäß zu versorgen. Von der Kurie in Rom wurde dieses Interesse lebhaft gefördert. Die Kardinäle Moritz von Savoyen und Antonio Barberini gehörten dabei zu denen, die engen Kontakt zu dem jungen Mann hatten. Auch Francesco Barberini, Kardinalnepot von Papst Urban VIII., bemühte sich intensiv um den möglichen Konvertiten. Die Familie in Hessen-Darmstadt versuchte zwar, Friedrich zur Rückkehr nach Darmstadt zu überreden, doch Anfang Januar 1637 konvertierte Friedrich zur römisch-katholischen Kirche. Der Papst persönlich reichte ihm die Erstkommunion. Am 11. Januar zeichnete der Papst ihn außerdem mit dem Großkreuz des Malteserordens aus. Die Apostolische Kammer übernahm sämtliche Schulden Friedrichs, Francesco Barberini setzte ihm außerdem eine monatliche Pension aus.
1638 wurde der Jesuit Theoderich Beck Hofbeichtvater bei Friedrich und blieb es bis zu seinem Tod 1676. Die Ordensoberen wussten, dass Beck sich schwerer Vergehen des sexuellen Missbrauchs schuldig gemacht hatte, und wollten ihn vom Hof Friedrichs abziehen, um ihn in einem eigenen Haus unter Kontrolle zu bringen. Der Kardinal hielt aber an Beck fest, selbst als ihm Ordensgeneral Oliva 1664 endlich unverblümt die Schwere der Anschuldigungen mitteilte. Die Gründe dafür sind nicht bekannt.

### 1640 bis 1647
Die Geldforderungen, die Friedrich an seinen Bruder richtete, endeten jedoch auch nach der Schuldenübernahme durch die Kurie nicht. Durch den Großmeister des Malteserordens wurde er zum Koadjutor des Großpriors des Großpriorats Deutschland ernannt. In Malta war ihm außerdem ein Generalat in Aussicht gestellt worden, was bedeutete, dass er für den Aufbau und den Unterhalt einer Truppe aufzukommen hatte. Sein Bruder, der auf den Übertritt des jüngeren Bruders verhältnismäßig gelassen reagiert hatte, verschaffte ihm tatsächlich ausreichend Mittel, sodass er bis 1640 eine kleine Flotte der Ordensmarine ausrüsten konnte. Mit dieser konnte der militärisch unerfahrene Friedrich einen militärischen Erfolg erringen. Ihm gelang ein Sieg über ein türkisches Geschwader, das vor der tunesischen Küste vor Anker lag. Die finanziellen Mittel, die ihm zur Verfügung standen, reichten nach dem Sieg jedoch für eine erneute Truppenausrüstung nicht aus, und er legte daraufhin sein Kommando nieder.
Im Frühjahr 1641 kehrte er nach Rom zurück, wo man ihm gestattete, in den Räumen des Vatikans zu wohnen. Francesco Barberini stellte allerdings seine regelmäßigen Zahlungen an den jungen Prinzen ein, der sich vor allem durch ein gesellschaftliches Leben auszeichnete, das mit einem hohen finanziellen Aufwand einherging. Am 30. Dezember 1641 reiste Friedrich nach Wien weiter. Von Kaiser Ferdinand III. erhoffte er sich die Übertragung eines Kommandos. Er erhielt jedoch lediglich ein Empfehlungsschreiben für den spanischen Hof, wo mit Philipp IV. ein Mitglied der spanischen Linie der Habsburger regierte. Er erhielt außerdem die mündliche Zusage des Kaisers, dass dieser sich für die Verleihung eines Kardinalshutes an Friedrich einsetzen würde.
Ähnlich wie in Rom führte Friedrich auch in Madrid ein luxuriöses Leben, was wiederum zu einem hohen Schuldenberg führte. Eine militärische Aufgabe erhielt er vom spanischen Königshof nicht übertragen. Der Historiker Ulrich Köchli sieht darin einen Beleg für Friedrichs mangelhafte militärische Fähigkeiten, da Spanien zur damaligen Zeit einen sehr großen Bedarf an militärischen Kräften hatte. Köchli schließt allerdings nicht aus, dass die Forderungen Friedrichs auch in Madrid derart maßlos waren und sein Sinn den Lustbarkeiten des höfischen Lebens allzu zugeneigt war, als dass er sich ernsthaft um eine Stelle bemüht hätte. Mehr Energie setzte er in die Erlangung des Kardinalshutes. An Francesco Barberini richtete er mindestens zwei Bittschriften, ihn doch mit dem Kardinalshut auszuzeichnen. Papst Urban VIII. starb jedoch 1644, ohne dass er Friedrichs Bitten nachgekommen war.

### Der Kardinal

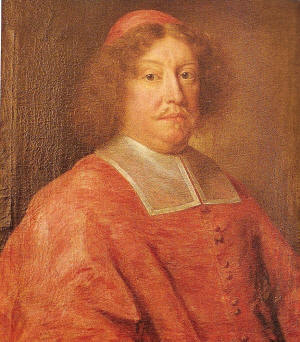
Friedrich Kardinal von Hessen-Darmstadt (Ölgemälde, 2. Hälfte 17. Jhd.)

Ab 1647 residierte Friedrich in Brüssel, wo ihm durch den Statthalter der Niederlande diesmal tatsächlich ein militärisches Kommando übertragen wurde. Ein militärisches Engagement lässt sich jedoch nicht nachweisen. Im gleichen Jahr wurde er Großprior des deutschen Großpriorates und damit Fürst von Heitersheim. 1653 ließ er das im Dreißigjährigen Krieg zerstörte Malteser-Jagdschlösschen Weinstetter Hof bei Eschbach wieder aufbauen und glanzvoll ausstatten. 1650 war Friedrich auch Komtur von drei Kommenden (Hohenrain, Mainz und Niederweisel) des Malteserordens; er war aufgrund seines aufwändigen Lebensstils jedoch nicht in der Lage, daraus seinen Lebensunterhalt zu bestreiten. Seinem in Hessen-Darmstadt regierenden Bruder warf er vor, ihm die aus seinem Erbe zustehenden Einkünfte vorzuenthalten. Sein Plan, durch die Einnahme der Festung Rüsselsheim seinen Bruder zur Zahlung zu bewegen, wurde durch den Mainzer Kurfürsten Johann Philipp von Schönborn vereitelt. Dessen Vermittler Eberhard Wolf von Todenwarth (1614–1663) gelang es, einen Vergleich zwischen den zwei Brüdern zu erreichen. In Darmstadt, wo er sich zur Besiegelung der Versöhnung mit seinem Bruder das erste Mal nach zwanzig Jahren wieder aufhielt, erreichte ihn die Nachricht, dass Papst Innozenz X. ihn auf Vorschlag des Kaisers im Konsistorium vom 19. Februar 1652 endlich zum Kardinal erhoben hatte. Bis 1655 residierte er dann zunächst in Heitersheim. Ab 1655 erhielt er vom Papst die Ernennung zum Kardinaldiakon der Titelkirche Santa Maria in Aquiro. In den Folgejahren wechselte er häufig seine Titelkirche, zuletzt hatte er seit 1670 Sant’Agata de’ Goti inne.
1655 starb Innozenz X. und das anschließende Konklave war für Friedrich Anlass, nach Rom zurückzukehren. Erneut ging sein Lebensstil mit großem finanziellen Aufwand einher. Er bemühte sich wiederholt, zusätzliche Pfründen und Einkommen zu erlangen, indem er sich um eine Reihe von Ämtern und Titeln bemühte. Er erhielt jedoch lediglich einige Domherrenstellen übertragen. Seine Rückreise im Jahre 1659 war nur dadurch möglich, dass sein Bruder ihm erneut finanziell aushalf. Die nächsten Jahre hielt er sich überwiegend in seiner Residenz Heitersheim auf. Sein Bruder war mittlerweile verstorben, aber auch mit dessen Sohn Ludwig VI. setzte sich der Kampf um finanzielle Mittel fort.

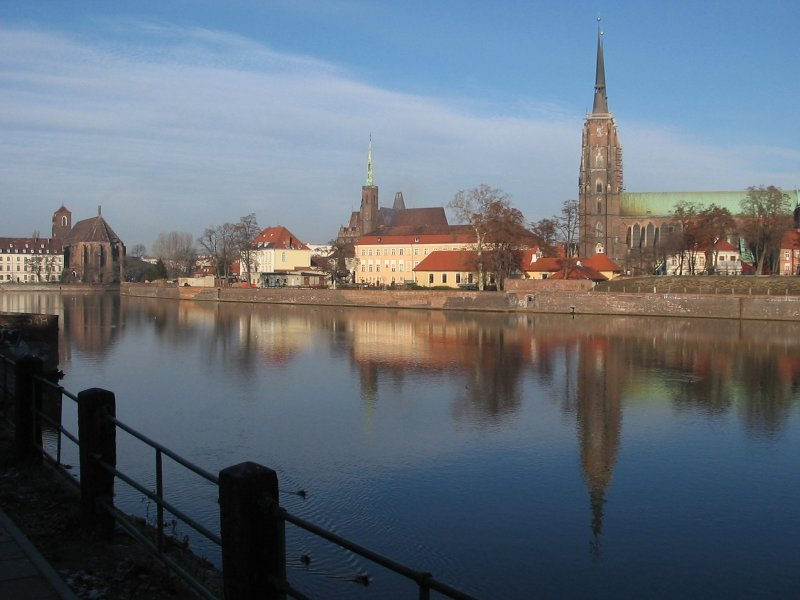
Die Dominsel mit dem Breslauer Dom. Die Elisabethkapelle des Doms beherbergt die Grabstätte von Friedrich von Hessen-Darmstadt

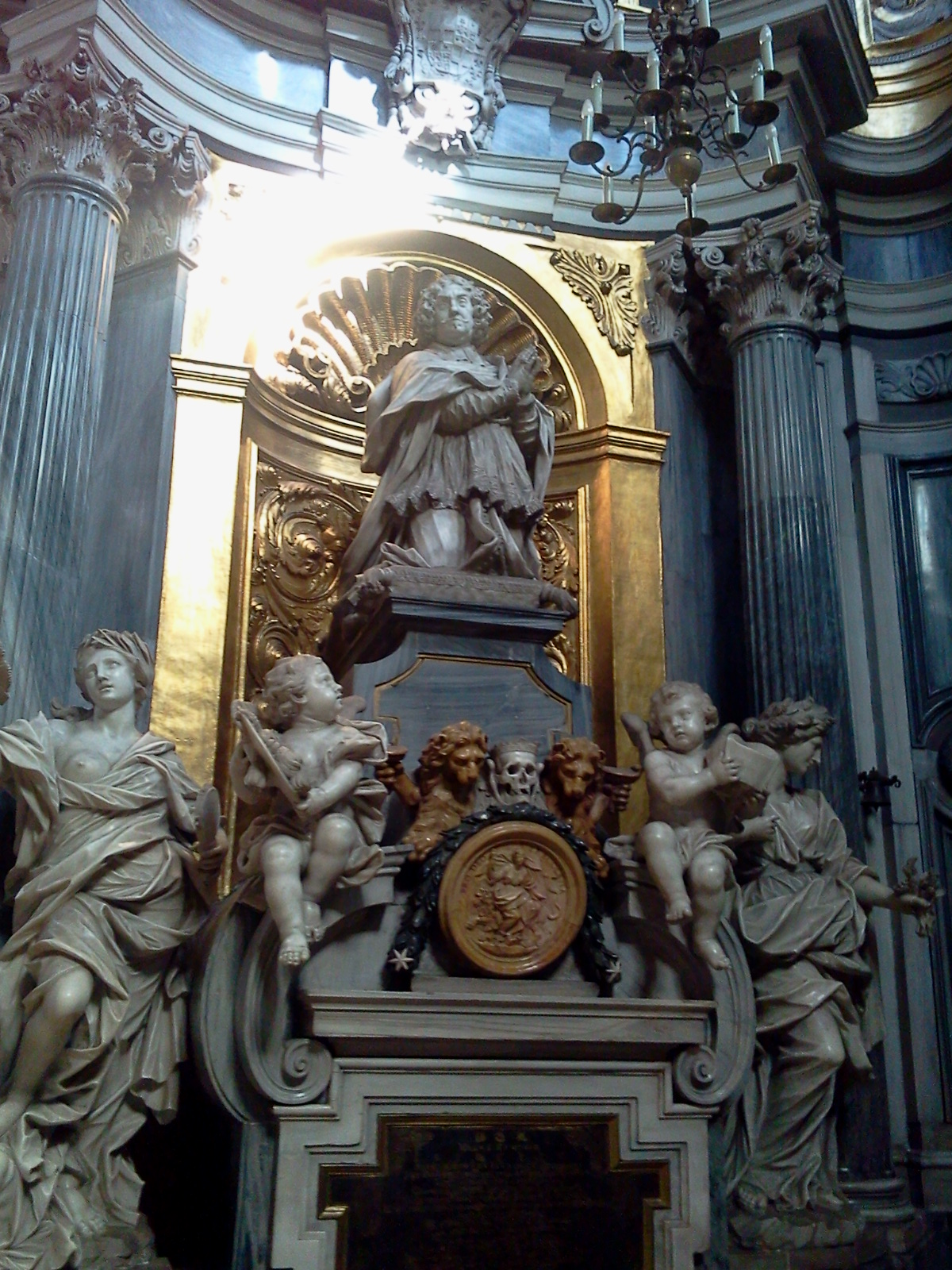
Grabmal des Bischofs Friedrich von Hessen-Darmstadt im Breslauer Dom

### Erneuter Rom-Aufenthalt
Angesichts des absehbaren Todes von Alexander VII. begab sich Friedrich Anfang 1666 erneut nach Rom, wo er die nächsten 10 Jahre residierte. Er erhielt dort immerhin zwei bedeutsame Ämter, ein Kanonikat am Breslauer Dom und die Ernennung zum Protector Germaniae durch Kaiser Leopold I. Als solcher hatte er die Interessen des Kaisers an der Kurie zu vertreten. Der Historiker Ulrich Köchli bezeichnete in seinem biografischen Essay über Friedrich diese Entscheidung als nur schwer nachvollziehbar, da der Kardinal bereits während des Pontifikats des Papstes Clemens IX. sich im Streit befand. Unter anderem stellte er die wenig angemessene Forderung, dass sämtliche Korrespondenz des Kardinalstaatssekretärs an den kaiserlichen Hof in Wien ihm vorgelegt werden müsse. Während des Pontifikats von Clemens X. war er sogar in einen Skandal um Zollvergehen und verbotene Glücksspiele involviert. Die Ernennung zum Bischof von Breslau im Jahre 1671 war deshalb wohl auch eine Maßnahme, um den auch vom kaiserlichen Hof zunehmend vorsichtiger beurteilten Friedrich auf diese Weise von seiner Rolle innerhalb der Kurie zu entbinden.
Im Februar 1672 erhielt Friedrich die höheren Weihen, auf die er bis dahin durch päpstlichen Dispens verzichtet hatte. Bis zu diesem Zeitpunkt hätte er als dynastischer Kardinal sein Amt niederlegen können, hätte es die Erbnachfolge in Hessen-Darmstadt erforderlich gemacht. Eine solche Rückkehr in den weltlichen Stand kam selten vor; Kardinalskarrieren wie die seines früheren Förderers Maurizio di Savoia, der wegen eines Friedensschlusses nicht nur sein Kardinalat niederlegte, sondern anschließend auch seine 36 Jahre jüngere Nichte heiratete, sind die Ausnahme. Clemens X. gestattete Friedrich jedoch zumindest, alle seine bis dahin errungenen Pfründen zu behalten. Zum Bischof geweiht wurde Friedrich erst am 5. Februar 1673, da er sich zuerst das für das Amt notwendige theologische Wissen aneignen musste. Nach Breslau begab er sich jedoch erst im März 1676. Vorausgegangen war ein erneuter Disput mit dem Papst und dessen Kurienkardinälen, insbesondere dem Kardinalstaatssekretär Paluzzo Altieri. Als Vermittler in diesem Konflikt wurde unter anderem der frühere Kardinalnepot Francesco Barberini eingeschaltet. Im Laufe dieser Auseinandersetzungen wurde er vom Papst sogar offen zur Abreise nach Breslau aufgefordert. Der Aufforderung folgte der als aufbrausend geltende Friedrich erst, als man ihm das einkommensreiche Amt des Oberlandeshauptmanns von Schlesien übertrug und diese Einkünfte an eine strenge Residenzpflicht in Breslau koppelte.

### Als Bischof in Breslau
Als Bischof in Breslau setzte er sich für die Rekatholisierung Schlesiens ein und bemühte sich um die Umsetzung der Beschlüsse des Trienter Konzils. Seine Archidiakonate Breslau, Liegnitz, Glogau und Oppeln besuchte er zur Durchsetzung dieser Reformen sowohl 1677 als auch 1679. Auch setzte er sich für Bekämpfung der Pest ein, die Schlesien im Jahre 1680 heimgesucht hatte. Bereits 1680 waren jedoch Anzeichen eines geistigen Verfalls erkennbar. Ab Herbst 1681 verfiel er in eine geistige Umnachtung. Am 19. Februar 1682 starb er. Seinem Tode folgte eine langwierige Auseinandersetzung um die Begleichung der Schulden, die der einem luxuriösen Lebensstil zugeneigte Kardinal hinterlassen hatte. Begraben wurde er in der Kapelle der Heiligen Elisabeth im Dom zu Breslau.